# Roger Espinoza
Roger Espinoza   (Puerto Cortés, 25 d'octubre de 1986) és un futbolista hondureny de la dècada de 2010.
Fou internacional amb la selecció d'Hondures.
Pel que fa a clubs, destacà a Kansas City Wizards i Wigan Athletic FC.